# Fluchtafel

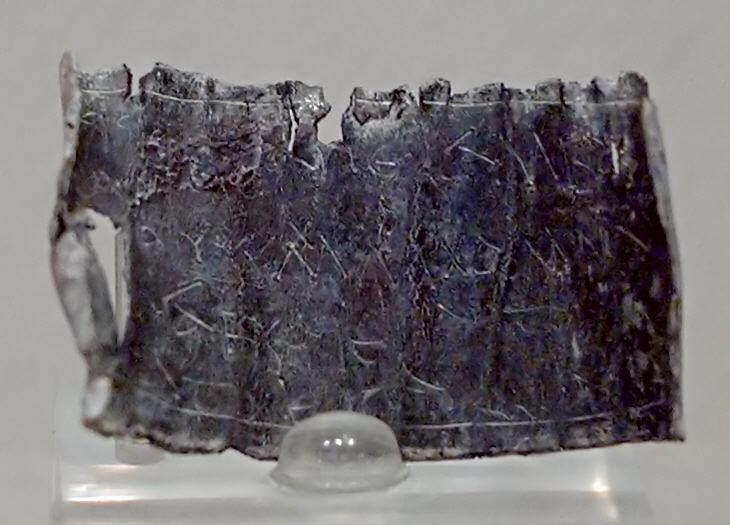
Fluchtafel auf Griechisch, Bleilamelle, 4. Jh. n. Chr., Fund aus dem Kolumbarium der Villa Doria Pamphilj in Rom

Die Fluchtafel oder Defixion (griechisch κατάδεσμος katádesmos oder κατάδεσις katádesis „Bindung, Bindezauber“; lateinisch defixio von defigere „festheften, durchbohren“, im literarischen Sprachgebrauch auch devotio „Gebet, Verwünschung“) stellt eine in der Antike weit verbreitete Form des Schadenzaubers dar.
Fluchtafeln sind für gewöhnlich mit Inschriften versehene Bleibleche, die dem Zweck dienen sollten, Personen oder andere Lebewesen mit magisch-rituellen Mitteln oder mit Hilfe einer Gottheit in ihrem Handeln zu beeinflussen, an ihren Tätigkeiten zu hindern und sie zu „binden“ oder ihnen auf bestimmte Zeit geistig beziehungsweise körperlich zu schaden, seltener sie sogar zu töten. Das Anliegen wurde entweder Gottheiten der Unterwelt anvertraut, welche den Fluch vollziehen sollten, oder galt bereits allein durch die rituelle Behandlung der Tafel als umgesetzt. Dazu wurden die beschrifteten Lamellen oft zusätzlich eingerollt, gefaltet oder mit Nägeln durchbohrt. Verletzungen des Mediums sollten im Sinne eines Analogiezaubers auf die verwünschte Person übertragen werden.
Die meisten Exemplare wurden an besonderen Orten wie Gräbern, Tempeln oder Teichen vergraben. So verborgen sollten die Botschaften allein die angerufenen Gottheiten erreichen. Fluchtafeln wurden häufig bei Rechtsstreitigkeiten, aber auch gegen Konkurrenten bei Wagenrennen, im Theater oder im Wirtschaftsleben verwendet. Ebenso waren erotische Rivalität, Eifersucht oder ein erotisch motivierter Rachewunsch Anlass der Verwünschungen; einige Inschriften sollten hingegen den gewünschten Partner anziehen.

## Entwicklung und Verbreitung
Bisher wurden etwa 1600 archäologische Funde publiziert, die über große Teile der antiken Mittelmeerwelt verteilt sind. Umstritten ist in der Forschung die Frage nach dem Ursprung dieser Tradition: Einige Forscher führen deren Entwicklung auf Kontakte von sich gegenseitig beeinflussenden Kulturen zurück, wodurch etwa religiöse Vorstellungen aus dem assyro-babylonischen Kulturraum auf das hellenistische Griechenland entwicklungsgeschichtlich einwirkten. Für Mesopotamien existieren jedoch keine direkten archäologischen Zeugnisse der Anwendung von Fluchtafeln, weshalb lediglich indirekte Quellen den weitverbreiteten Glauben an Schadenzauber belegen können: Zum einen sind assyrische Zauberbücher aus dem 1. Jahrtausend v. Chr. erhalten, die unter anderem Gegenmittel gegen Verwünschungen und Verzauberungen anführen und die Angst vor diesen Praktiken widerspiegeln. Zum anderen dokumentieren Gesetzeswerke und Gerichtsprotokolle, dass Schadenzauber als Kapitalverbrechen galt und als beispielsweise mit vorsätzlicher Tötung vergleichbar angesehen wurde. Andere Forscher nehmen hingegen aufgrund der geographisch konzentrierten Quellenlage an, dass es sich bei Defixionen um Praktiken handelt, die allein im griechischen Raum entstanden und in der griechisch-römischen Welt Verbreitung fanden.
Von den im Mittelmeergebiet gefundenen Fluchtafeln entfallen ungefähr zwei Drittel auf griechische, nur etwa 600 Exemplare auf lateinische Texte. In Kombination mit anderen Quellen ergibt sich aus den Funden für den griechisch-römischen Raum ein vielfältiges Bild dieser Praxis. Die frühesten Fluchtafeln stammen aus der griechischen Kolonie Selinunt auf Sizilien und werden in den Zeitraum vom Ende des 6. Jahrhunderts bis zum frühen 5. Jahrhundert v. Chr. datiert. Insbesondere aus dem 5. und 4. Jahrhundert v. Chr. sind vor allem aus Attika zahlreiche Täfelchen bekannt. Wenig später entstanden viele Exemplare in Olbia am Schwarzen Meer. Dabei ist umstritten, ob sich die Fluchtafeln nur vom sizilischen und attischen Raum ausgehend verbreiteten oder ob sie in anderen Regionen aus dortigen älteren Formen verbaler magischer Praktiken entstanden. Möglich ist auch, dass außerhalb Siziliens und Attikas ältere Fluchtafeln bisher lediglich nicht archäologisch nachgewiesen sind.
Etwa ab dem 2. Jahrhundert n. Chr. und besonders in der Spätantike wurden Fluchtafeln im Römischen Reich sehr beliebt. Ältere griechischsprachige Funde aus Italien stammen aus griechischen Kolonien in Unteritalien und Sizilien. Die nach heutigem Kenntnisstand älteste lateinischsprachige defixio entstand im 2. Jahrhundert v. Chr. und wurde in einem samnitisch-römischen Grab in der Nähe von Pompeji gefunden. Lateinischsprachige Fluchtafeln aus vorchristlicher Zeit waren zunächst im Wesentlichen auf Italien und Hispanien beschränkt. Ab der frühen Kaiserzeit verbreitete sich die Praxis der defixio zunehmend über die Provinzen des Imperium. Ab dem 2. und 3. Jahrhundert bildeten sich deutliche Zentren: Mit 250 Exemplaren stammt ein großer Teil der bisher gefundenen römischen Fluchtafeln aus der Provinz Britannien. Diese Funde konzentrieren sich mit über 100 Täfelchen auf die Tempelanlage des Mercurius im heutigen Uley sowie auf das Quellheiligtum der Sulis Minerva in Bath. Eine ungewöhnlich hohe Anzahl von ihnen richtet sich in Form von „Gebeten um Gerechtigkeit“ gegen Diebe. Auch in Nordafrika war diese Praxis des Schadenzaubers weit verbreitet. In Karthago und dem antiken Hadrumetum wurden vor allem Fluchtäfelchen konkurrierender Parteien bei Zirkusspielen oder Kämpfen in Amphitheatern gefunden. Aus Ägypten sind nur wenige Fluchtafeln erhalten; die bekannten Flüche wenden sich häufig zugleich an Götter und Dämonen unterschiedlicher Kulte.
Ab dem 4. Jahrhundert nehmen die archäologischen Zeugnisse zeitlich parallel zum Aufstieg des Christentums deutlich ab. Vereinzelt sind auch noch später christliche oder jüdische Flüche zu finden. Sie lassen sich nur schwer von spätantiken paganen Verwünschungen unterscheiden, da diese häufig auch jüdische oder christliche Elemente und Namen in den Zauber einbezogen.
In Rostock wurde Ende 2023 eine Fluchtafel aus dem 15. Jahrhundert entdeckt. Auf einem zusammengerollten Stück Blei fand sich die Inschrift „sathanas taleke belzebuk hinrik berith“ in gotischer Minuskel. Der Fluch richtete sich, so die Deutung, gegen eine Frau namens Taleke und einen Mann namens Hinrik, die es mit den Teufeln Satan, Beelzebub und Berith zu tun bekommen sollten.

## Soziale und kulturelle Aspekte
In der Forschung ist umstritten, in welchen Kreisen man Schadenzauber anwandte. Einige Wissenschaftler nehmen an, dass diese Form von Magie nicht auf untere Schichten beschränkt war, da auf Funden aus Griechenland häufig auch Namen bekannter Persönlichkeiten verzeichnet sind. Andere meinen, dass Fluchtafeln ausschließlich in den niederen Sozialschichten gebräuchlich waren. Auf lateinischen defixiones scheinen häufig Namen auf, die lediglich aus einem Cognomen bestehen; manche kennzeichnen auch durch direkte Angabe des Sozialstatus den Verfluchten als Person, die nicht im Besitz des römischen Bürgerrechts oder Sklave ist. Für zahlreiche defixiones bilden auch Konkurrenzkämpfe zwischen Gladiatoren oder Wagenlenkern den Hintergrund, welche ebenso eine geringe soziale Stellung einnahmen. Dennoch tauchen in den Fluchtexten durchaus auch Namen bekannter Familien höchster Kreise bis hin zu Prokuratoren und Legaten auf. Abgesehen von erotischen Flüchen überwiegen zudem Männer als Verwünschungsziele.
Im klassischen Athen standen magische Praktiken nicht unter Strafe; allenfalls konnte ein Prozess wegen Asebie oder – bei einem auf magische Mittel zurückgeführten Todesfall – der Verabreichung eines Gift- oder Zaubertrankes (pharmakeía) angestrengt werden. Im Römischen Reich hingegen waren Fluchtafeln wie magische Handlungen allgemein trotz ihrer Popularität verboten. Bereits das Zwölftafelgesetz untersagte in der Mitte des 5. Jahrhunderts v. Chr. generell „böse Gesänge“ (mala carmina) als magische Praktiken. Schadenzauber wird zusammen mit Ernteraub genannt und dadurch mit diesem Delikt, auf das die Todesstrafe stand, auf eine Stufe gestellt. Sulla richtete unter den neu installierten Gerichtshöfen ein Gericht für Kapitalverbrechen und Magie ein. Zudem legten die 81 v. Chr. erlassenen „Dolchmänner- und Giftmischereigesetze“ (lex Cornelia de sicariis et veneficiis) fest, dass Brandstiftung, Meuchelmord und Giftmischerei (veneficium) als heimtückische Verbrechen geahndet wurden, wozu nach antiker Rechtsauffassung auch der Schadenzauber zählte. Ergänzend richteten sich unterschiedliche Senatsbeschlüsse gegen Zauberei und „bösartige Kulthandlungen“ (mala sacrificia).
Vor allem in der Kaiserzeit wurde – mit unterschiedlicher Härte – jede Form von Magie strafrechtlich geahndet. Ein solches Vorgehen diente oft politischen oder ideologischen Zwecken wie etwa der Ablenkung von politischen Spannungen. In manchen Teilen des Reiches war Zauberei dennoch ungestraft weit verbreitet. In Ägypten etwa standen Zauberer in der Tradition der ägyptischen Priester und versahen mancherorts auch Tempeldienst. Unter Augustus wurden Prophezeiungen und Papyri magischen Inhalts im Jahr 13 v. Chr. verbrannt. Bereits zwei Jahre zuvor war ein Edikt gegen Wahrsager erlassen worden, das als Rechtsgrundlage späterer Verfolgungen magischer Praktiken dienen sollte. Kaiser Tiberius ließ 130 Magier und Magierinnen hinrichten, wie auch Claudius und Nero die Anwendung von Magie verfolgten. In einigen Regionen des Reiches dagegen wurden Fluchtafeln, die auf Rächung eines Verbrechens abzielten, in großer Zahl an öffentlichen Orten wie etwa in Heiligtümern aufgestellt (siehe den Abschnitt „Gebete um Gerechtigkeit“) und teilweise sogar mit dem Namen des Verfluchenden versehen, scheinen also nicht als illegal wahrgenommen worden zu sein. Verfluchungen von Prozessgegnern, die häufig auf deren Tod abzielten und diese persönlich schädigen sollten, scheinen dagegen grundsätzlich illegal gewesen zu sein; sie wurden ohne Nennung des Urhebers abgefasst und häufig in Gräbern deponiert.
Allein im 4. Jahrhundert sind jedoch zwölf kaiserliche Edikte belegt, die – zunehmend vom Christentum geprägt – mit äußerster Schärfe gegen Magie vorgehen. Schadenzauber und Wahrsagung zusammenfassend, sehen der spätantike Codex Theodosianus (438) und der Codex Iustinianus (529–534) für derartige Delikte die Höchststrafe wie Kreuzigung, Verbrennung oder Hinrichtung durch wilde Tiere vor, eine Strafe, die laut Iulius Paulus schon im 3. Jahrhundert auf die Verwünschung durch Defixion stand.
Übereinstimmend mit der zunehmend repressiven Gesetzgebung sind vor allem in der Kaiserzeit zahlreiche Verfahren wegen des Gebrauchs von Magie bekannt; der erste belegte Prozess berief sich zu Beginn des 2. Jahrhunderts v. Chr. noch auf das Zwölftafelgesetz als Rechtsgrundlage. Von zehn bei Tacitus geschilderten Prozessen entfällt die Hälfte auf Anklagen aufgrund magischen Handelns, so etwa gegen den Statthalter der Provinz Syria, Gnaeus Calpurnius Piso, der im Verdacht stand, zusammen mit seiner Frau den Thronprätendenten Germanicus mit magischen Mitteln getötet zu haben. Eine Anklage wegen Magie war jedoch stets nur einer von mehreren Anklagepunkten, die für sich genommen eine Verurteilung nicht gerechtfertigt hätte. Aus fadenscheinigen Gründen stand in der Mitte des 2. Jahrhunderts auch der Schriftsteller Apuleius unter der Anklage, er habe seine Eheschließung mittels Magie herbeigeführt, wurde jedoch freigesprochen. Besonders unter den christlichen Kaisern des 4. Jahrhunderts brach eine wahre „Prozeßhysterie“ aus, wovon vor allem der Historiker Ammianus Marcellinus Zeugnis gibt. Auf erfolgreiche Magieanklagen unterschiedlicher Art – nicht selten als Vorwand – standen Verbannung und Hinrichtung; so schildert Ammianus den Fall eines Wagenlenkers, der zum Tod verurteilt wurde, weil er seinen Sohn Magie erlernen ließ.

## Form

### Herstellung und Gestaltung

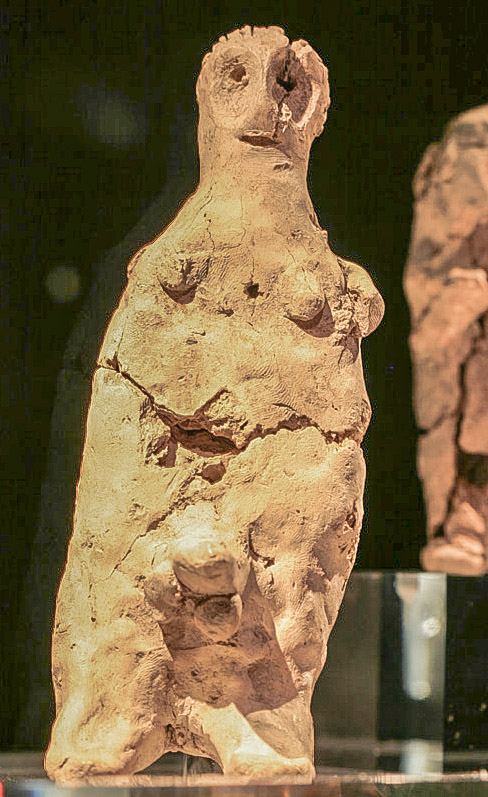
Zauberpuppe mit Einstichstellen aus dem Heiligtum der Isis und Mater Magna in Mainz

Überwiegend wurden etwa 3 bis 4 mm starke Bleche aus Blei gefunden. Dieses haltbare Material war wesentlich beliebter als andere Schriftträger, weshalb bisher lediglich zehn römische defixiones aus anderen Materialien bekannt sind. Jedoch erklärt die gute Haltbarkeit von Blei nicht den Vorzug gegenüber anderen dauerhaften Materialien. Zum einen stellte Blei ein Nebenprodukt des Silberabbaus dar, war bequem beschriftbar und wurde in der Antike im Alltag sehr häufig verwendet. Zum anderen hat Blei spezielle Eigenschaften wie Schwere oder Kälte, ist giftig und wurde mit Wert- und Nutzlosigkeit assoziiert, die es als rituelles Trägermaterial eines Fluches geeignet erscheinen ließen. Darauf nimmt eine Tafel des 2. Jahrhunderts aus Carnuntum Bezug, die sich gegen den Dieb eines Gefäßes richtet: „So wie jenes Blei Gewicht hat, so soll auch den Eudemus euer Zorn treffen.“ Zur Herstellung der Täfelchen wurde geschmolzenes Blei auf eine glatte Oberfläche gegossen, in die gewünschte Stärke ausgetrieben und meist rechteckig zugeschnitten. In der Regel waren die Bleitafeln nicht größer als 12 × 8 cm. Andere Exemplare weisen die Form so genannter tabulae ansatae auf, an deren Rahmen meist dreieckige Henkel befestigt sind und die in Heiligtümern gefundenen Votivtafeln ähneln. Wesentlich seltener verwendete Materialien für Fluchtafeln sind Hartzinn – sie stammen vor allem aus dem britannischen Raum –, Ostraka, Muscheln, Gemmen, Papyrus und Wachs.
Eine Sonderform stellen kleine menschenähnliche Figuren, so genannte Defixionsfigurinen aus Wachs, Ton, Bronze oder Blei dar, die das Fluchopfer darstellen sollten. Um dem Verfluchten zu schaden, wurden Defixionsfigurinen symbolisch nicht nur mit Nägeln durchbohrt, sondern auch gefesselt, verstümmelt oder mit dem Namen des Adressaten versehen. So weisen die Tonstatuetten, die zusammen mit 33 Fluchtafeln im Heiligtum der Isis und Mater Magna des römischen Mogontiacum (Mainz) gefunden wurden, Einstiche an Hals, Brust, Bauch, Hüften, Auge, Rücken und Anus auf. Neuere Funde von einem antiken Friedhof in Athen, dem Kerameikos, belegen für die Zeit um 400 v. Chr. außerdem eine Art „Sargzauber“, bei dem Figuren mit symbolisch verbundenen Gliedmaßen oder mit dem Namen des Verfluchten versehene Bleilamellen in sargähnlichen Behältnissen vergraben wurden.

### Sprache und Schrift

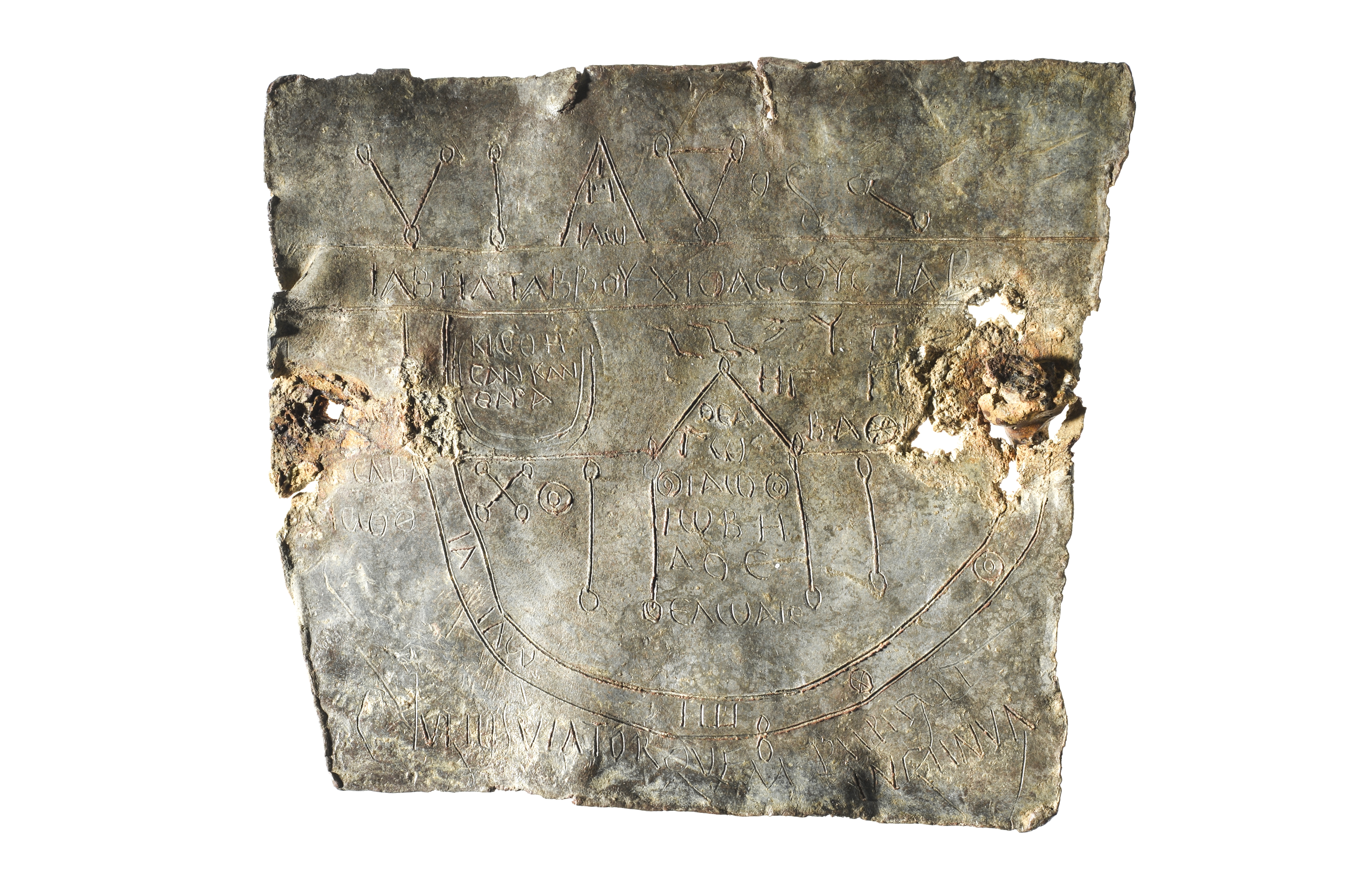
Fluchtafel in Griechisch und Latein, Fund aus Tongern, 70–100 n. Chr., Gallo-Römisches Museum Tongern (Belgien).

Die meisten Fluchtafeln sind in Griechisch geschrieben. Aufgrund ständig hinzukommender Neufunde – vor allem aus Britannien – vergrößert sich jedoch die Anzahl der lateinischsprachigen Täfelchen laufend. Die Texte aus Italien sind in verschiedenen Sprachen verfasst. Griechisch sind insbesondere ältere Verwünschungen aus griechischen Siedlungen in Magna Graecia beschriftet, die sich bis ins 5. Jahrhundert v. Chr. nachweisen lassen. Aber auch in nachchristlicher Zeit bedienten sich vor allem vornehme Römer fallweise des Griechischen für Verwünschungen. Auch Etruskisch wurde in älterer Zeit vereinzelt für Fluchtafeln verwendet. Lateinischsprachige Exemplare kamen erst im Römischen Reich ab dem 2. Jahrhundert auf und verbreiteten sich mit der Ausdehnung des römischen Einflussgebietes rasch. Während die Sprache mancher Täfelchen kaum Unterschiede zum Schriftlatein zeigt, ist die Mehrzahl in Vulgärlatein verfasst. Defixiones sind daher wichtige Quellen zur Rekonstruktion der gesprochenen Sprache, der sprachlichen Bandbreite und der allmählichen Entwicklung der romanischen Sprachen.
Die erhaltenen Fluchtafeln sind in unterschiedlichen Schrifttypen verfasst. Bei römischen Exemplaren kommen die römische Majuskelschrift, die ältere römische Kursive sowie ab dem 3. Jahrhundert die jüngere römische Kursive vor. Gestützt von philologischen und onomastischen Kriterien, ist die Schrift das wichtigste Kriterium zur Datierung der Inschriften. Um den Inhalt des Fluchtextes zu verschlüsseln oder die Wirkung zu verstärken, veränderte man die Schriften vieler Fluchtafeln zusätzlich. Manche Flüche sollten den Verwünschten ihrer chiffrierten Schreibweise entsprechend geistig verwirren. So sind manche Tafeln in Spiegelschrift verfasst oder kehren die Buchstabenfolge in einem Wort um, ohne jedoch die Wortstellung zu ändern, was bei fehlenden Worttrennungen die Entzifferung erschwert. Andere Exemplare wurden spiralförmig, von unten nach oben oder bustrophedon (mit zeilenweise abwechselnder Schreibrichtung) beschrieben, weisen eine linksläufige Schrift auf oder täuschen durch die Textaufteilung bewusst einen solchen Schriftverlauf vor, sind jedoch rechtsläufig abgefasst. Manche Tafeln geben auch einen lateinischen Text in griechischer Schrift wieder. Einige kombinieren diese Methoden miteinander. Zahlreiche Fluchtafeln wurden auch mit Zauberworten, wiederkehrenden Lautkombinationen oder zufälligen Wortbildungen magisch aufgeladen, die zusätzlich das Lesen und Übersetzen mancher Fluchtexte schwierig bis unmöglich machen. Außerdem wurden etwa in Bath „Pseudoinschriften“ gefunden, die sich lediglich aus verschiedenen Kratzern ohne Bedeutung zusammensetzen und vermutlich von Analphabeten stammen.

### Urheber und Vorlagen
Die Funde aus klassischer Zeit sind in sehr unterschiedlichen Stilen verfasst und variieren in den Handschriften stark. Daher wird in der Forschung vermutet, dass die frühen Fluchtafeln, die oft nur Namenslisten sind, von Privatpersonen und nicht von beauftragten Magiern angefertigt wurden. Erst Platon erwähnt in der Politeia professionelle Magier, die gegen Bezahlung derartige magische Praktiken durchführten. Während zahlreiche in die Zeit Platons zu datierende Exemplare noch von Laienhand stammen dürften, weisen bereits die am Kerameikos gefundenen Figuren aus dem 5. Jahrhundert Übereinstimmungen auf, die auf dieselbe Person als Urheber von Exemplaren in zwei unterschiedlichen Gräbern schließen lassen. Ab der Zeit des Hellenismus, vor allem aber in römischer Zeit (vor allem 2./3. Jahrhundert) entstanden eine Vielzahl gleichartiger Exemplare und Fluchtypen, die von beauftragten Magiern oder anhand derselben Vorlage angefertigt wurden. Die Tendenz, Elemente aus orientalischen Kulten zu übernehmen, immer komplexere Formen zu gestalten und den Fluch um zahllose Dämonen zu bereichern, machte die Herstellung durch spezialisierte Zauberer nötig. Bisweilen signierte der Auftraggeber, sofern er des Schreibens mächtig war, lediglich die vorgefertigte Tafel; so ist beispielsweise der Fluchtext einer Tafel aus Bath in älterer römischer Kursive geschrieben, der Name der verfluchenden Person jedoch in jüngerer römischer Kursive.
Zugleich setzten sich ab der Zeitenwende vermehrt mehrsprachige und synkretistisch geprägte magische Handbücher, Formulare und Vorlagen durch, die für den Fluchtext häufig wiederkehrende Phrasen sammelten und sich speziell an Laien richteten. Eine wichtige Quelle sind die unter dem Titel Papyri Graecae Magicae („Griechische Zauberpapyri“, PGM) zusammengefassten Papyri, die zwischen dem 2. Jahrhundert v. Chr. und dem 5. Jahrhundert n. Chr. im griechisch-römischen Ägypten verfasst wurden und nur einen geringen Teil des ehemals vorhandenen antiken Materials ausmachen dürften. Neben Hausmitteln wie Ratschlägen gegen Nasenbluten und einer Vielzahl an Rezepten für Liebeszauber enthalten sie auch detaillierte Anleitungen für die rituelle Gestaltung von Fluchtafeln:

„Nimm […] ein Bleitäfelchen und einen eisernen Ring, […] schreibe […] den Namen, die Zauberzeichen […] und [folgendes]: ‚Gebunden sei seine Vernunft, auf daß er nicht ausführen könne das und das‘ […]. Stich ein an den Zauberzeichen mit dem Schreibrohr und vollziehe die Bindung mit den Worten: ‚Ich binde den XY zu dem betreffenden Zweck: Er soll nicht reden, nicht widerstreben, nicht widersprechen, er soll mir nicht entgegenblicken oder entgegenreden können, sondern soll mir unterworfen sein, solange dieser Ring vergraben liegt. Ich binde seinen Sinn und sein Denken, seinen Geist, seine Handlungen, auf daß er unfähig sei gegen jedermann.‘ […] Dann trag es weg ans Grab eines vorzeitig Verstorbenen, grab vier Finger tief, leg es hinein und sprich: ‚Totendämon, wer du auch bist, ich übergeb dir den XY, auf daß er nicht ausführe das und das.‘ Dann schütte es zu und geh weg. Am besten agierst du bei abnehmendem Mond.“

## Ritual

### Fluchtext

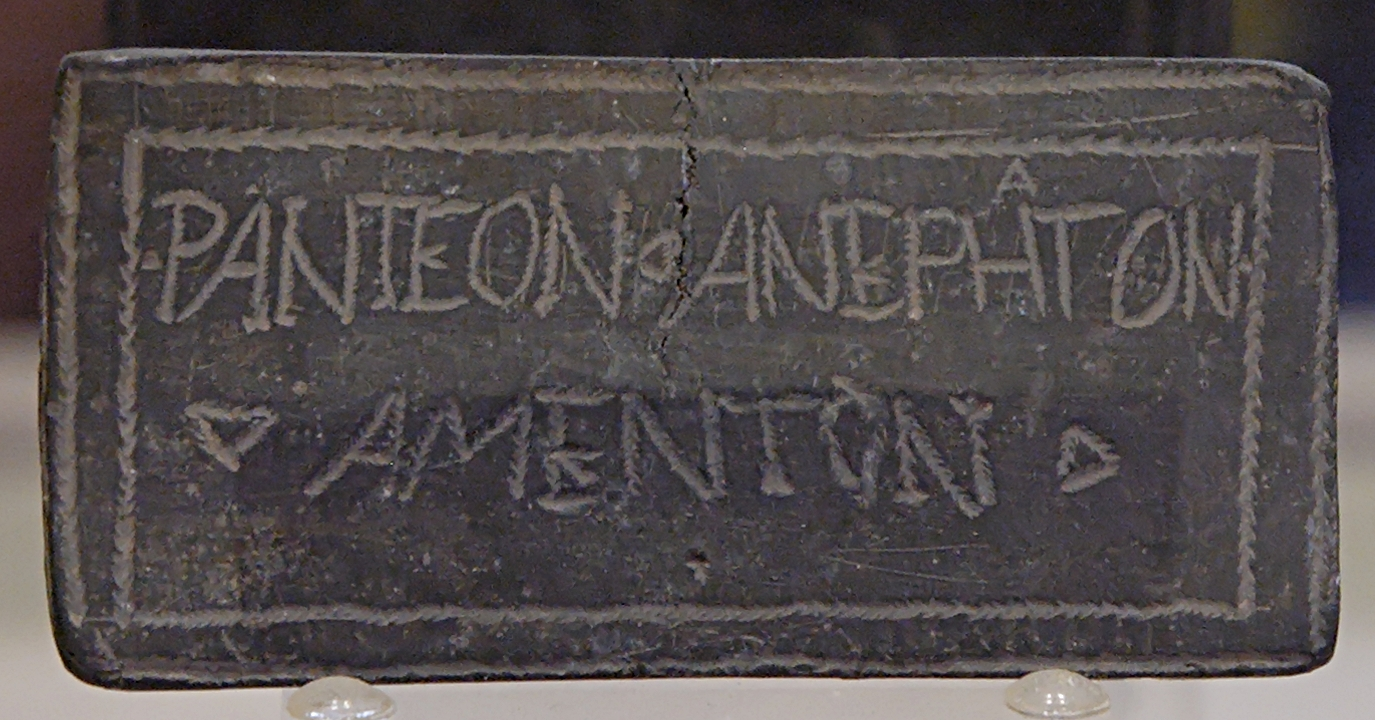
Fluchtafel mit magischen Symbolen (Rückseite) und einer griechisch-lateinischen Inschrift unklarer Bedeutung, 3.–4. Jh. n. Chr.

Ursprünglich wurden die Tafeln vermutlich nur mit den Namen der Verfluchten besprochen und unbeschrieben an Orten deponiert, die den Fluch oder seine Umsetzung wirkungsvoll unterstützen sollten. Eine äußerst große Anzahl von frühen Bleilamellen trägt lediglich den mit einem Stilus eingeritzten Namen des Opfers, manchmal auch eine Liste mehrerer Personen oder einfache Formeln wie: „Ich binde xy.“ Andere Tafeln sind stellvertretend für die verfluchten Personen mit stilisierten Zeichnungen versehen. Diese Tafeln wurden vermutlich sowohl beschrieben als auch besprochen. Ab der Klassik geht die Verwendung reiner Namenslisten zurück, um ab dem 1. Jahrhundert nicht mehr nachweisbar zu sein. Stattdessen entwickelten sich längere Fluchtexte, die häufig wiederkehrende rituelle Formeln und äußere Charakteristika aufweisen und einen Wunsch oder Auftrag an die angerufenen Gottheiten übermitteln sollten.
In diesen erweiterten Fluchtexten lassen sich formelhafte Bestandteile erkennen, die getrennt oder in unterschiedlichen Kombinationen auftreten:
Gebetsformel
Mit Gebetsformeln, die ab der Kaiserzeit zu finden sind, appelliert der Verfluchende (defigens) an eine, bisweilen auch mehrere Unterweltsgottheiten oder Totendämonen (nekydaimon). Diese werden entweder ohne nähere Nennung als dominus („Herr“) oder deus („Gott“), bisweilen auch als tyrannus („König“) bezeichnet oder namentlich – wie beispielsweise Hermes, Gaia, Hekate, Persephone, seltener die Erinnyen oder Erdgottheiten – angerufen und mit verschiedenen Beinamen gerühmt. Römische Fluchtafeln appellieren meist ebenso an die Unterweltsgottheiten (di inferni), die Manen, Dis Pater, Pluto, Jupiter, Proserpina oder Nemesis. Besondere römische Fluchtafeln nennen häufig auch fremde Gottheiten wie Osiris oder rufen bekannte Götter mit ungewöhnlichen Beinamen an, um die Macht der Verfluchung zu steigern. Die Täfelchen sind in der Regel einseitig beschrieben; in Einzelfällen nehmen die Lamellen die Form eines Briefes an: So trägt eine Bleitafel neben einer Liste Verfluchter auf der Innenseite gewissermaßen Angaben zum Empfänger auf der Außenseite: „die Namen der Feinde an […] die Unterweltsgottheiten“. Andere Exemplare wurden zu diesem Zweck rückseitig mit sinnlos erscheinenden Kritzeleien versehen.
Der so hergestellte Kontakt zwischen der angerufenen Instanz und dem Verfluchenden kann unterschiedliche Ausprägungen annehmen: In vielen Fällen bezeichnet sich der Fluch selbst dabei demütig als Geschenk oder Gebet an die betreffende Gottheit, deren Gewalt das Opfer übergeben wird. Der Verfluchende wendet sich bittend an einen Gott oder Dämon und ersucht diesen um Hilfe, wie das meist in den so genannten „Gebeten um Gerechtigkeit“ geschieht. Häufig beauftragt der Verfluchende die Gottheiten aber auch oder befiehlt diesen gar, seinen Wunsch zu vollziehen, und verstärkt dies vereinzelt durch Drohungen und rituelle Formulierungen. Vor allem auf frühen Tafeln mit Namenslisten oder einer einfachen Binde-Formel riefen ihre Verfasser hingegen nicht die Götter an, sondern betrachteten die magische Handlung – beispielsweise verstärkt durch das Vernageln der Tafel – als direkt wirksam.
Binde-Formel
Häufig folgt die Bitte, sich gegen die genannte Person zu wenden, ein Anruf zur Mitwirkung oder eine konkrete Fluchformel wie „ich binde“ (καταδῶ katadō), „ich verfluche“ (execro), „ich durchbohre“ oder „ich hefte hinab“ (defigo). Diese Formel erweitert der Sender bisweilen um die Adressierung einer Gottheit; in diesen Fällen beansprucht er nicht, selbst dem Opfer Schaden zuzufügen, auch wenn er sich explizit erwähnt, sondern stellt einen Kontakt zwischen dem Verfluchten und der Gottheit her. Sprachlich überantwortet er damit die Person dem Gott als dem Vollzugsorgan seiner Verfluchung. Gerade die ältesten griechischen Fluchtafeln reduzieren jedoch die Formel, sodass die Götteranrufung gänzlich fehlen kann. Die Forschung erklärt diese Exemplare aus religionswissenschaftlicher Sicht unterschiedlich: Einerseits fassen manche Forscher diese verknappten Texte als Kurzform eines vollständigen Fluches auf, der zugleich die Züge eines Gebets tragen würde und daher Götter oder Dämonen mit der Durchführung des Bindezaubers betraut. Andererseits kann die direkte Binde-Formel auch so verstanden werden, dass der Fluch durch den rituellen Akt des Schreibens oder Vernagelns direkt, ohne zeitliche Verzögerung und ohne die Unterstützung durch Gottheiten auf das Opfer magisch wirkt.
Ist der Täter oder das Opfer namentlich nicht bekannt wie beispielsweise bei einem Fluch gegen einen Dieb, richtet sich die Verwünschung gegen die unbekannte Person, „gleich, ob Mann oder Frau, ob Junge oder Mädchen“ (si baro si mulier si puer si puella). Der Verfluchende selbst bleibt hingegen meist anonym und der Vorgang geheim, was neben der Illegalität der Handlung unter anderem durch die Angst begründet werden kann, der Fluch könne irrtümlich den Verfluchenden selbst treffen oder durch einen Gegenzauber des Opfers unwirksam gemacht werden. Lediglich bei Verwünschungen von Dieben, so genannten „Gebeten um Gerechtigkeit“, oder Flüchen in Liebesangelegenheiten wird der Name des Verfassers häufig erwähnt, in letzterem Fall vermutlich, damit die angerufene Gottheit nicht irrtümlich die Liebe zu einer anderen Person errege.
Typisch für diese Form des Bindezaubers ist ein Fund von der Halbinsel Euböa aus dem 4. Jahrhundert v. Chr.:
| Originaltext 1                                                                             | Übersetzung                                                                                               |
| ------------------------------------------------------------------------------------------ | --- |
| καταγράφω Εἰσιάδα τὴν Α[ὐ]τοκλέας πρὸς τὸν Έρμῆ τὸν κάτοχον. κάτεχε αὐτὴ[ν] παρὰ σα[υ]τόν. | Ich schreibe Isias, die Tochter der Autoklea, nieder vor Hermes Katochos. Halte sie fest an deiner Seite! |
| Originaltext 2                                                                             | Übersetzung                                                                                               |
| καταδεσμεύω Εἰσιάδα πρὸς τὸν Ἑρμῆ τὸν κάτοχον· [χ]ε͂ρες, πόδες Εἰσιάδος, σῶμα ὅλον.         | Ich binde Isias vor Hermes Katochos; die Hände, die Füße von Isias, den gesamten Körper.                  |

Wunsch- und similia similibus-Formel
Flüche dieser Form enthalten meist das zu bestrafende Verbrechen wie auch die Strafe, welcher die Gottheit die Person zuführen möge. Dabei reichen die erhofften oder geforderten Folgen des Fluches von momentanem oder dauerhaftem Schaden, der Beeinträchtigung von Körperfunktionen und Krankheit bis hin zum Tod, was jedoch vor allem bei griechischen Flüchen eher selten vorkommt und gegenüber dem reinen Bindezauber deutlich zurücktritt. Bisweilen stellt der Verfluchende auch einen Bezug zwischen einem Opfer und einem Gegenstand, etwa einem Opfertier, oder dem Ablageort her, dessen Eigenschaften dieses annehmen solle (similia similibus-Formel). Merkmale des beschriebenen Materials, wie die Kälte oder Wertlosigkeit von Blei, werden dabei ebenso herangezogen wie eine gegenläufige Schreibweise, welche die Worte oder Gedanken der Zielperson nutzlos machen soll. Häufig richtet sich der Fluch konkret gegen die Körperteile und Organe oder die geistigen Fähigkeiten des Opfers, besonders häufig gegen dessen Gliedmaßen, Zunge, Magen und Gedärme oder Verstand und Gedächtnis. So ersucht eine Fluchtafel aus Uley die Gottheit, einen Dieb zur Rache weder essen und trinken noch sitzen oder liegen zu lassen, bis das Verbrechen gesühnt wäre. Manche Verwünschungen begrenzen die genannte Strafe auf solche Weise zeitlich, andere wiederum werden als unlösbar verstanden. So ist eine gegen einen Athener gerichtete Fluchtafel aus dem 4. Jahrhundert formuliert: „Ich binde und löse nicht.“ (καταδῶ καὶ οὐκ ἀναλύσω.).
Ebenfalls ohne die Möglichkeit einer Aufhebung verflucht eine im Mainzer Isis- und Mater-Magna-Heiligtum gefundene und für den Gott Attis bestimmte Tafel in älterer römischer Kursive einen gewissen Liberalis bei vollem Bewusstsein zu sterben:
| Originaltext Innenseite | Übersetzung Innenseite |
| --- | --- |
| Bone sancte Atthis Tyran- ne adsi(s), advenias Libera- li iratus. Per omnia te rogo, domine, per tuum Castorem, Pollucem, per cistas penetra- les, des ei malam mentem, malum exitum, quandius vita vixerit, ut omni cor- pore videat se emori prae- ter oculos | Guter, heiliger Att(h)is, Herr, hilf, komme zu Liberalis erzürnt. Bei allem bitte ich dich, Herr, bei deinem Castor (und) Pollux, bei den Kästchen des Heilig- tums, gib ihm bösen Sinn, bösen Tod, solange er das Leben gelebt hat, damit er mit dem ganzen Leib sehen soll, dass er stirbt, außer den Augen |
| Originaltext Außenseite | Übersetzung Außenseite |
| neque se possit redimere nulla pecunia nullaque re neque abs te neque ab ullo deo nisi ut exitum malum. Hoc praesta, rogo te per ma- iestatem tuam. | und dass er sich nicht befreien (freikaufen) kann mit keinem Geld und keiner Sache weder von dir noch von irgendeinem Gott, außer ein böses Ende. Dies gewähre, bitte ich dich bei deiner Majestät. |

### Rituelle Manipulation

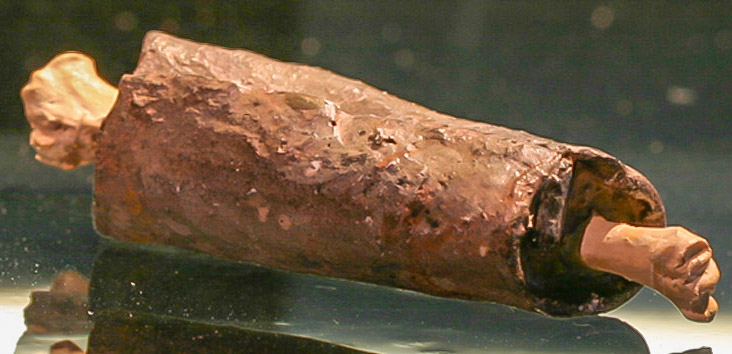
Ein um einen Hühnerknochen gerolltes Täfelchen, Mainz, Ende 1. Jh. bis Beginn 2. Jh. n. Chr.

Das Fluchtäfelchen wurde nach Abfassung des Fluchtextes zusätzlich eingerollt, gefaltet oder mit Nägeln durchbohrt, um einerseits den geheimen Charakter der Defixion zu verstärken und die illegale Handlung verborgen zu halten. Doch so wie der darauf notierte Name oder Zeichnungen als Repräsentationen der verfluchten Person selbst galten, so sollte andererseits der Verfluchte – symbolisch durch das Täfelchen vertreten – durch diese rituelle Behandlung und deren so genannte sympathetische Wirkung „gebunden“ oder verletzt werden.
Manche Exemplare, wie ein Täfelchen aus dem Mainzer Magna Mater-Heiligtum, wurden zur Verstärkung ihrer Wirkung auch um Hühnerknochen gewickelt. Die Opferung eines Tieres ist zwar nicht fester Bestandteil des Rituals, kommt jedoch äußerst vereinzelt in den Fluchtexten vor: So soll etwa das Herausreißen und Durchbohren der Zunge eines Hahnes einer lateinischen defixio zufolge bewirken, dass der Verwünschte analog dazu verstummt. Darüber hinaus empfehlen die griechischen Zauberpapyri aus Ägypten – hauptsächlich bei Defixionen mit erotischem Hintergrund –, in einer Beziehung zum Verfluchten stehende Objekte der Fluchtafel beizufügen. So enthielt beispielsweise ein auf einer Begräbnisstätte in Mautern gefundener Krug neben dem Täfelchen Überreste von Kohle und menschlichem Haar.
Dabei lassen sich lokale Besonderheiten erkennen: So wurden kaum vernagelte oder gefaltete Fluchtafeln im britannischen Raum gefunden; diese sollten wohl vielmehr aufgrund der speziellen Deponierung ihre Wirkung erlangen. Daher vermuten einige Forscher, dass die Fluchtafeln zunächst öffentlich ausgestellt wurden, bevor sie in Quellen versenkt oder vergraben wurden.

### Ablage

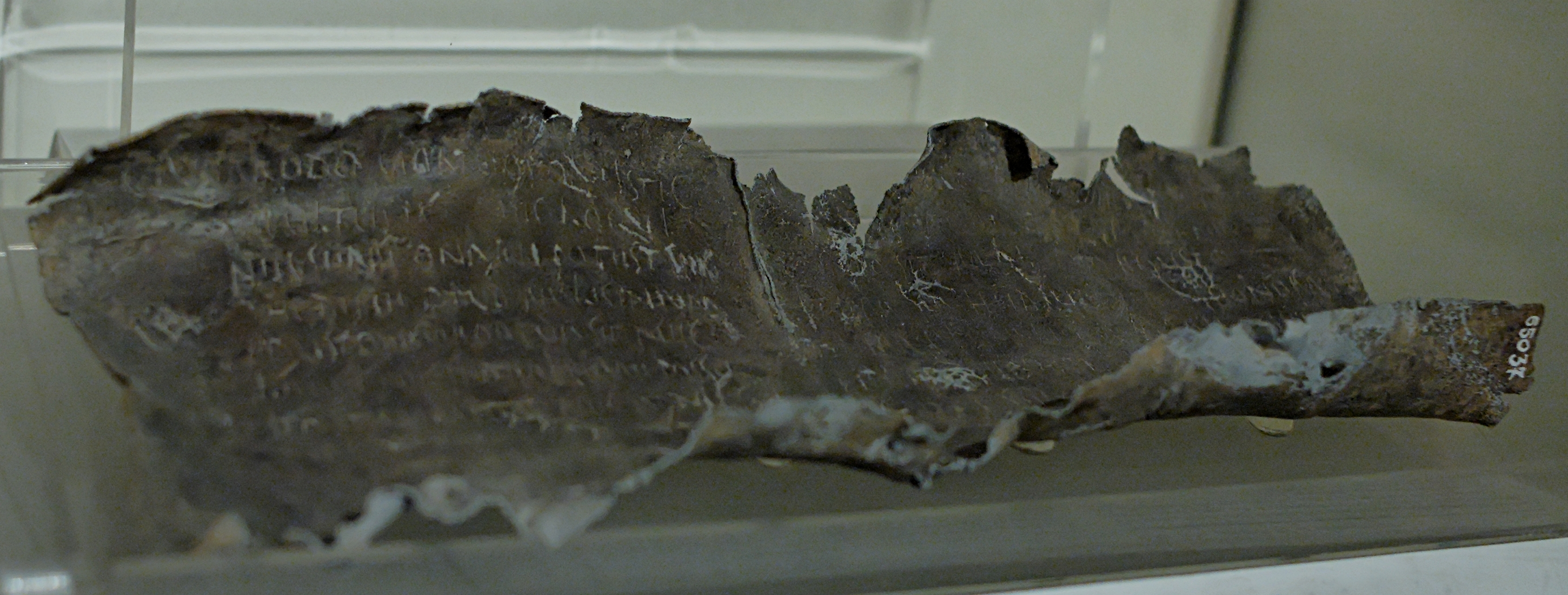
Römische Bleilamelle DT 139, Fund aus einer Grabstätte an der Via Latina, 1. Jh. n. Chr.

Um die beschriebenen Fluchtafeln an die dafür bestimmten Unterweltsgottheiten zu übergeben, wurden sie im mediterranen Raum meist unterirdisch, beispielsweise in Gräbern, Särgen oder Urnen, verborgen, wobei insbesondere die Grabstätten früh oder gewaltsam Verstorbener als besonders wirksam galten. Oftmals setzen die Verwünschungen das Opfer explizit mit dem Ort der Deponierung der Fluchtafel in Verbindung, wie beispielsweise ein römisches Exemplar des 1. Jahrhunderts aus einem Grabfund zeigt: Eine gewisse Rhodine wird auf diesem Täfelchen verflucht, „wie der Tote, der hier begraben liegt, weder reden noch sprechen kann“, für einen Marcus Licinius Faustus tot zu sein und weder reden noch sprechen zu können.
Auch Flüsse, Quellen oder Heiligtümer galten – insbesondere in Britannien – als für die Ablage der Täfelchen geeignet. Vor allem in Nordafrika, Rom und den östlichen Provinzen pflegte man Flüche, die Bezüge zu Wagenrennen aufwiesen, im Circus oder in Amphitheatern zu platzieren, wobei besonders gefährliche Stellen wie die Wendepunkte bevorzugt wurden. Eine ganze Reihe von Fluchtäfelchen wurde im Trierer Amphitheater gefunden. Nur wenige Fluchtafeln wurden direkt in den Häusern ihrer Opfer deponiert und liegen aus archäologischen Ausgrabungen als so genannte „Mauerfunde“ vor; andere wurden lose im Inneren eines Gebäudes verborgen, etwa eine in Groß-Gerau gefundene Bleitafel gegen eine gewisse Priscilla, die eine Heirat mit dem Verfluchenden angeblich verschmähte.

## Anwendungsgebiete
Die bekannten Fluchlamellen lassen wiederkehrende Motive für Verfluchungen erkennen, welche einen groben Überblick über den archäologischen Befund verschaffen:

### Prozess-Defixion
Die Gruppe der mit juristischem Hintergrund verfassten Fluchtafeln beinhaltet einige der ältesten Exemplare. Zugleich fallen mit 67 griechischsprachigen Funden auch die meisten heute bekannten Täfelchen aus dem von Griechen besiedelten oder durch Handelsbeziehungen erschlossenen Raum in diese Kategorie; so wurden Prozess-Defixionen vor allem in Attika, aber auch auf Sizilien, in Spanien und dem heutigen Süd-Russland nachgewiesen. Ab dem 5. und 4. Jahrhundert v. Chr. stellten insbesondere in Attika Rechtsstreitigkeiten ein gängiges Motiv dar, um den Prozessgegner mit magischen Mitteln zu binden. Die aus dieser Region bekannten Fluchtafeln zeigen, dass sich dabei der Fluch nicht nur gegen die namentlich genannten Ankläger und die gegnerischen Anwälte, sondern auch gegen mögliche Zeugen und die Richter sowie Zuhörer und Beobachter wandte, die negativen Einfluss auf den Prozessverlauf hätten nehmen können. Daher nimmt die Prozess-Defixion in einigen Fällen die Form umfangreicher Listen an. Häufig zielte die Verwünschung darauf, die Zunge des Anklägers sowie seines Anwalts und damit seine sprachlichen Fähigkeiten zu verfluchen; andere Exemplare sollten deren Denkvermögen irritieren, sodass der Grund der Anklage in Vergessenheit geriete. Obwohl die lateinische Prozess-Defixion gegenüber der griechischen an Beliebtheit offensichtlich abnahm, sind auch im römischen Einflussgebiet und hier speziell in den Provinzen wie Nordafrika – seltener jedoch in Rom selbst – Fluchtafeln dieser Gruppe zu finden.
Die typische Form einer Prozess-Defixion repräsentiert ein attisches Exemplar aus dem späten 5. oder frühen 4. Jahrhundert, welches Zunge und Denkvermögen eines juristischen Gegners und seiner Anwälte verflucht:
| Originaltext | Übersetzung |
| --- | --- |
| […] Θερσίλοχος, Οἰνό[φιλος,] Φιλώτιος καὶ εἴ τ[ι]ς ἄ- λλος Φερενίκωι σύνδικ[ος, πρ]ὸς τὸν Έρμῆν τὸγ Χθόν[ι]- ον καὶ Έκάτην Χθονίαν καταδεδέσθω· Φερενίκο[υ] κα[ὶ ψυ]- χὴν καὶ νο[ῦ]ν καὶ γλῶτταν καὶ βο[υ]λὰς καὶ [τ]ὰ πράττει καὶ τὰ περὶ ἐμο[ῦ] βο[υ]λε[ύ]- εται, ἅπαντ' αὐτῶι ἀντία ἔστω καὶ τοῖς μετ' ἐκε[ί]νο[υ] βο[υ]λεύο[υ]σιν καὶ πράττο[υ]σιν. […] | […] Es sollen gebunden sein Thersilochos, Oino[philos], Philotios und wer sonst ein Anwalt auf der Seite von Pherenikos ist, bei Hermes, dem Unterirdischen, und Hekate, der Unterirdischen. Seele, Verstand, Zunge und Pläne des Pherenikos und das, was er in Bezug auf mich tut und plant, alles möge ihm widerstrebend sein und denen, die mit jenem planen und handeln. […] |

Häufig enthalten attische Namenslisten der Verfluchten bekannte Persönlichkeiten wie Redner oder Politiker, weshalb manche Forscher darauf schlossen, dass auch aus politischen Gründen Fluchtafeln verfasst wurden. Da jedoch das politische Leben des klassischen Athen eng mit dem attischen Prozesswesen verbunden war, lässt sich eine solche Gruppe nur schwer von den Prozess-Flüchen unterscheiden.

### Defixion gegen Konkurrenten

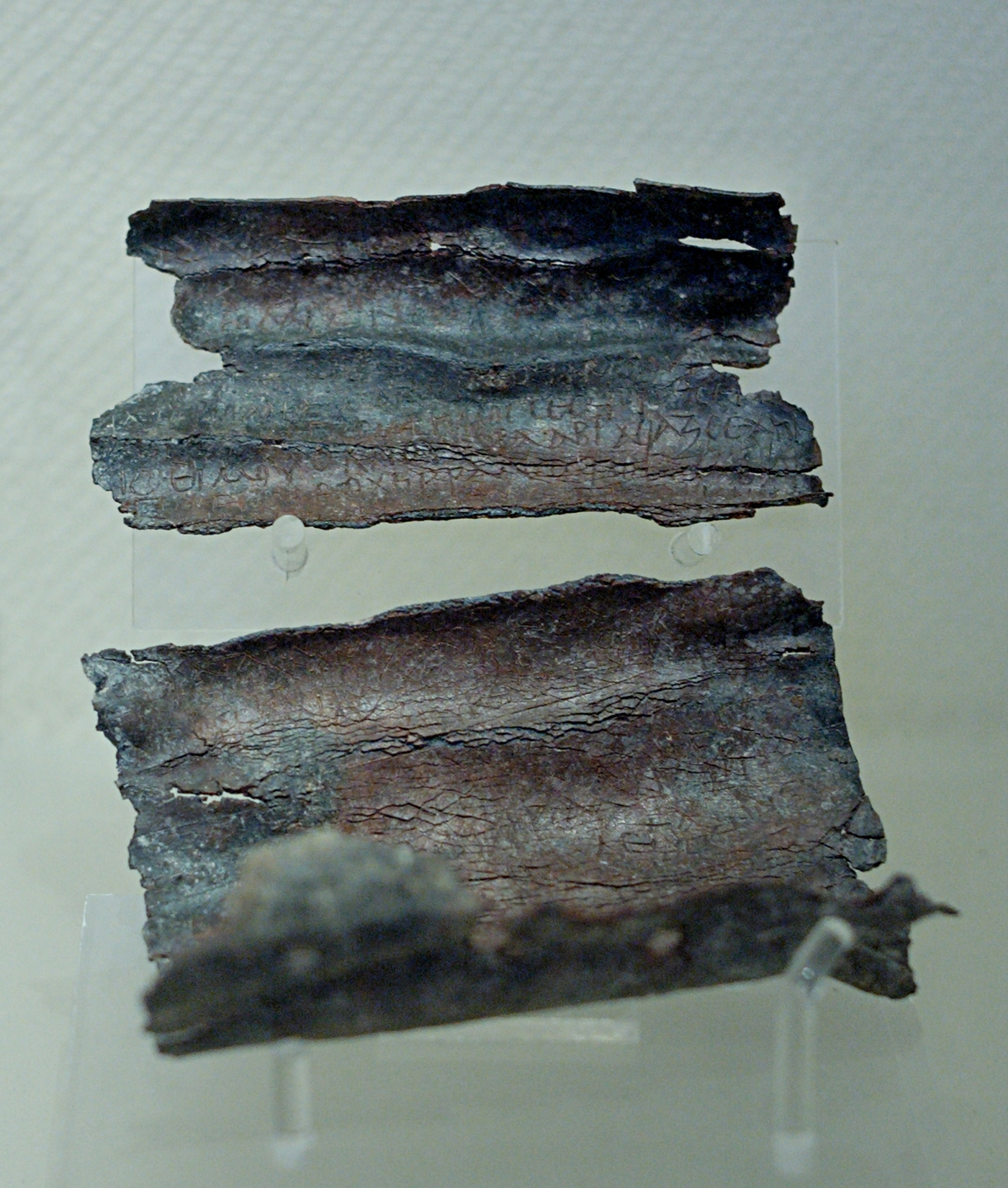
Bleifluchtafel gegen Circusmannschaften, die Wagenlenker und ihre Pferde, 4. Jh. n. Chr., Via Appia, Rom

Fluchtafeln gegen Konkurrenten in Handel und Gewerbe stammen meist aus klassischer oder hellenistischer Zeit. Sie richten sich dabei oftmals gegen einfache Werk- sowie Gaststätten und die Arbeitskraft oder die Gliedmaßen und Körperteile ihrer Besitzer, seltener jedoch gegen spezialisierte Gewerbezweige. In vielen Fällen ist die Festlegung des Motives auf wirtschaftliche Zwecke jedoch nicht eindeutig: So bilden einige Verwünschungen der wirtschaftlichen Lebensgrundlage lediglich ein Teil des Fluches, der die generelle Zerstörung des Opfers anstrebt. Bei manchen Exemplaren dient die Angabe des Berufes nur der genaueren Identifikation des Opfers.
Vor allem in Nordafrika wurden zahlreiche Fluchtafeln aus der späten Kaiserzeit gefunden, die Gegner bei Wagenrennen oder Zirkusspielen zu binden versuchten. Die Verfluchung galt den Teilnehmern, Athleten, Lenkern oder Mitgliedern konkurrierender Mannschaften bei Rennen gleichermaßen, um deren Kraft, Geschwindigkeit und Siegeswillen zu hemmen; bisweilen richtet sich der Fluch auch lediglich gegen die Pferde, wie eine Lamelle aus Karthago belegt, die einen Totendämon anruft, 28 Pferde bewegungsunfähig zu machen, oder ein Exemplar aus Hadrumetum zeigt, auf dem 60 Pferde mit ihren sieben Wagenlenkern verflucht werden. Ein anderer lateinischer Fluchtext aus dieser Region verwünscht einen Lenker und weiht sein Viergespann, das ein gewaltsam zu Tod gekommener Grabdämon während der Fahrt stürzen solle, dreimal den Unterweltsdämonen. Sechs weitere auf Griechisch verfasste Tafeln gegen venatores zielen darauf, die gegen sie kämpfenden wilden Tiere unverwundbar zu machen und die Gladiatoren selbst zu binden, um so eine leichte Beute der Tiere zu werden. Auch in Griechenland wurden aus der Zeit als römische Provinz insgesamt 26 Bindezauber mit sportlichem Hintergrund, unter anderem gegen Ringer und Läufer, gefunden.
Mit vier Exemplaren bilden Fluchtafeln aus dem 5. bis in das 2. Jahrhundert v. Chr., die aus Konkurrenz bei Theateraufführungen entstanden, die kleinste Gruppe der Funde. Sie wenden sich jeweils gegen den Choregos, den für die Proben zuständigen Chorodidaskalos oder die Schauspieler selbst.

### Liebes-Defixion

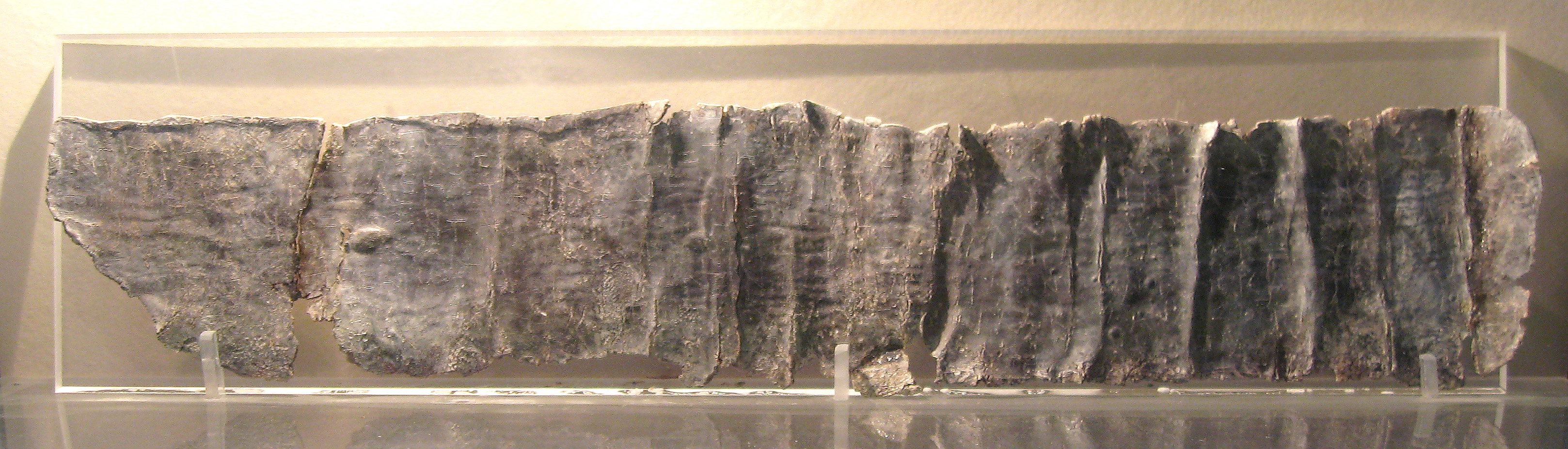
Trennungszauber aus Pella, Makedonien, Grabfund östlich der Agora, 380–250 v. Chr.

Liebes-Defixionen kamen ab dem 4. Jahrhundert v. Chr. auf und blieben bis zum 3. Jahrhundert n. Chr. verbreitet; sie stammen mehrheitlich aus späterer Zeit als die Funde anderer Kategorien. Innerhalb der Gruppe unterscheidet man zwischen Trennungszaubern einerseits und Zaubern zur Anziehung des gewünschten Partners andererseits.
Trennungszauber stammen vor allem aus klassischer oder hellenistischer Zeit. Sie sollen einen Konkurrenten bannen. Diese Form des Zaubers findet sich in griechischer, lateinischer und etruskischer Sprache. Bisher wurden 13 griechische Exemplare – hauptsächlich vom Festland stammend – veröffentlicht. So ersucht eine Frau auf einer Bleilamelle aus dem makedonischen Pella, die auf einem Friedhof direkt neben einem Skelett gefunden wurde und aus der Zeit zwischen 380 und 250 v. Chr. stammt, darum, dass ein Mann namens Dionysophon von seiner geplanten Heirat ablassen und in Zukunft keine andere Frau heiraten möge.
Auf einen ähnlichen Zweck deutet eine attische Tafel aus dem 4. Jahrhundert v. Chr. hin:
| Originaltext                                                                                     | Übersetzung |
| ------------------------------------------------------------------------------------------------ | --- |
| Άρι[σ]τοκύδη καὶ τὰς φανο[υ]μένας αὐτῶι γυναῖκας. μήποτ' αὐτὸν γῆμαι ἄλλην γυναῖ[κα] μηδὲ παῖδα. | [Ich binde (?)] Aristokydes und die Frauen, die man mit ihm sehen wird. Lass ihn keine andere Frau oder Mädchen heiraten! |

Fluchtafeln, die der Anziehung des gewünschten Partners (philtrokatádesmos „Liebesfluch“) dienten, sollten oftmals die genannte Person an sexuellem Kontakt mit anderen hindern oder ihre Körperteile oder -funktionen bis zur Erfüllung des Wunsches verfluchen. Diese Form entwickelte sich vermutlich ab dem 2. Jahrhundert n. Chr. in Syrien und Nordafrika; in griechischer Sprache existieren 23 publizierte Täfelchen. Die meisten weisen auf einen Mann als Verfasser hin. Faraone vermutete, dass die von Männern gefertigten Tafeln primär erotischen Zwecken dienten oder eine finanziell profitable Heirat sichern sollten, während die wenigen von Frauen veranlassten Flüche eher Anziehung und Liebe anstrebten. Andere Forscher nehmen an, die Mehrzahl dieser von Frauen verfassten Flüche sei auf wirtschaftliche Interessen von Prostituierten zurückzuführen.
Vergleichbar ist die als Mauerfund entdeckte Fluchtafel aus Groß-Gerau, die einer gewissen Priscilla den Tod wünscht, da sie einen anderen Mann geheiratet habe. Formal nimmt die Tafel die Form eines „Gebetes um Gerechtigkeit“ an:
| Originaltext Innenseite | Übersetzung Innenseite |
| --- | --- |
| Deum maxsime Atthis Tyranne totumque duodeca theum, comme- ndo deabus iniurium fas ut me vindic- (e)tis a Priscil(l)a caranti (filia) quae nuberi er(r)a- vit. Pe[r] matrem deum vestrae, [v]indicate sacra pater[na oder -ni]. P[ri]scil(l)[a] pere[at] | Größter aller Götter, Atthis, Herr, Gesamtheit der zwölf Götter (des Pantheons)! Ich über- antworte den Göttinnen mein ungerechtes Schicksal, auf dass ihr mich an Priscilla, Tochter des Carantus, rächt, die den großen Fehler beging zu heiraten. Bei Eurer Großen Göttermutter, rächt die altererbten Geheimnisse (oder: die Geheimnisse des Paternus). Priscilla soll zugrunde gehen! |
| Originaltext Außenseite | Übersetzung Außenseite |
| per matrem deum intra dies c(?) cito, vindicate numen vestrum magnum a Priscilla quae detegit sacra, Pris- cillam (n)usqu(a)m, nullam numero, nu(p)- sit gentem tremente Priscilla quam er(r)ante                                                        | Bei der Großen Göttermutter, rächt Eure große Göttlichkeit bald, innerhalb von hundert (?) Tagen, an Priscilla, die meine Geheimnisse verrät! Pris- cilla erachte ich als absolut null und nichtig. Sie hat einen Nichtsnutz (?) geheiratet, weil Priscilla (ebenso) lüstern wie irre ist.                                                                                                 |

### Gebete um Gerechtigkeit
Abseits der traditionellen Formen wurden auch Inschriften gefunden, die – stärker als es bei herkömmlichen Defixionen der Fall ist – die Gestalt eines Gebets annehmen. Beispiele stammen aus Kleinasien und vor allem aus dem römischen Britannien. Im Gegensatz zu Fluchtafeln wurden manche Exemplare dieser „Gebete um Gerechtigkeit“ öffentlich in Tempeln ausgestellt, um das Verbrechen bekannt zu machen und den Täter von der angedrohten Strafe in Kenntnis zu setzen; andere wiederum dürften wie gewöhnliche Fluchtafeln behandelt und verborgen deponiert worden sein.
Fast alle der 250 bekannten britannischen Täfelchen sollen die Bestrafung eines Diebes bewirken, weshalb sie in der Forschung als „Gebete um Gerechtigkeit“ und „Rachegebete“ bezeichnet werden. Während Fluchtafeln meist als Auftrag an Unterweltsmächte einem Gegner schaden sollen und selten einen konkreten Anlass haben, bringen Gebete um Gerechtigkeit erlittenes Unrecht vor Gottheiten, die durchwegs als überlegene Instanz dargestellt sind. Dabei überantwortet der Verfasser den Streitfall oder Anlass, den Schuldigen oder das gestohlene Gut den Göttern, um diese dazu zu bewegen, das gegenständliche Verbrechen zu untersuchen, den Täter zu verfolgen und zu bestrafen oder den gestohlenen Besitz zurückzubringen. Durch die göttliche Strafe in Form von Krankheit, Unglücksfällen oder Tod sollte der Täter zu einem öffentlichen Geständnis, der Rückgabe des Gegenstandes oder dessen Rückzahlung gezwungen werden. In manchen Fällen weiht der Verfasser das Diebesgut der angerufenen Gottheit als Lohn oder gelobt, ihr einen Teil seines Wertes zu spenden, so eine aus dem 3. oder 4. Jahrhundert stammende Tafel aus Kelvedon in Essex:
| Originaltext | Übersetzung |
| --- | --- |
| quicumque res Vareni in- volaverit si mulier si mascel sangu(i)no suo solvat – erit et pecunie quam exesuerit Mercurio dona et Virtuti s[emis]. | Wer immer den Besitz des Varenus ge- stohlen hat, ob Mann oder Frau, laßt ihn mit seinem eigenen Blut bezahlen. Von dem Geld, das er zurückzahlen wird, wird eine Hälfte an Mercurius und Virtus gestiftet. |

Sofern das Diebesgut auf den Tafeln genannt wird, handelt es sich häufig um Kleidung, Schmuck und Bargeld, daneben aber auch um Gefäße, Werkzeuge und Tiere. Kapitalverbrechen dagegen werden in den erhaltenen „Gebeten um Gerechtigkeit“ nicht erwähnt – möglicherweise bestand bei ihnen eine größere Chance, dass die offiziellen Stellen sich des Verbrechens annahmen und es aufklärten.

## Rezeption
Den griechischen Begriff katadesmós erwähnt in der griechischen Literatur zuerst Platon. In der Politeia beschreibt er „Bettelpriester und Wahrsager“, die behaupten, „sie (seien) im Besitze einer Kraft, die von den Göttern durch Opfer und Zaubersprüche erlangt werde“. Diese können beauftragt werden, einem Feind zu schaden, „indem sie mit gewissen Zaubermitteln und Bannsprüchen die Götter, wie sie sagen, bewegen, ihnen dienstbar zu sein.“ In Platons Nomoi werden zudem „aus Wachs geformte Bilder“ erwähnt, die zur Verfluchung von Personen an Türen, Gräbern oder Wegkreuzungen angebracht werden.
In der lateinischen Prosa-Literatur berichtet Plinius der Ältere in seiner Naturalis historia, dass die Furcht vor Verwünschungen allgemein verbreitet sei. Auch Tacitus schreibt in seinen Annales bleiernen mit dem Namen des Opfers beschriebenen Fluchtäfelchen und anderen magischen Gegenständen in den Wänden einer Unterkunft des Germanicus die Wirkung zu, dessen plötzliche Erkrankung und späteren ungeklärten Tod auf einer Reise in den Osten des Reichs verursacht zu haben. Ähnlich schildert Apuleius in seinem Roman Metamorphosen „beschriftete Metallplättchen“ (lamminae litteratae) im Besitz der thessalischen Hexe Pamphile, die mit magischen Zeichen versehen seien. Aufschluss über die gesellschaftliche Haltung gegenüber magischen Praktiken gibt insbesondere die in überarbeiteter Fassung erhaltene Verteidigungsrede des Apuleius (De magia) aus seinem Magieprozess im Jahr 158/159 n. Chr., in dem er des Vorwurfs freigesprochen wurde, die Ehe mit einer reichen Witwe mittels Magie herbeigeführt zu haben.
Vor allem über Flüche aus juristischen Gründen finden sich zahlreiche literarische Quellen: So fällt in Aristophanes’ Die Wespen ein berühmter Redner namens Thukydides während eines Prozesses einem Bindezauber zum Opfer. Cicero erwähnt einen Anwalt, der plötzlich seinen Fall vergaß, daraufhin den Prozess verlor und hierfür später Zauberei verantwortlich gemacht habe. Seinen Orationes zufolge hatte auch der Redner Libanios zeitweilig seine Fähigkeit zu sprechen, zu schreiben oder zu lesen eingebüßt, bis ein verstümmeltes Chamäleon, dem mit einem der Vorderbeine das Maul verschlossen worden war, in seinen Räumlichkeiten gefunden und entfernt wurde.
Manche Bestandteile und antike Vorstellungen gingen vor allem über die Sammlungen der griechischen Zauberpapyri in die Zauberhandschriften des Mittelalters ein. In antiker Tradition dienten diese Anleitungen dazu, persönlichen Feinden, häufig auch Prozessgegnern zu schaden, sie in ihrer Sprech- und Denkfähigkeit zu lähmen oder ihre Zunge zu binden. Zudem fungierten christliche Bleilamellen zunehmend als Schutz des Hauses gegen alle Übel, wobei die Anrufung Christi, der Dreifaltigkeit oder von Geistern den in der Antike üblichen Appell an die Unterweltsgottheiten ersetzt oder sich mit heidnischen Formeln synkretistisch vermischt.
Des Weiteren lebt der antike Bindezauber in christlichen Heiligenlegenden als Inbegriff heidnischen Aberglaubens weiter. So wird dem heiligen Euthymius von Melitene zugeschrieben, einen erkrankten Mönch geheilt zu haben, indem er eine mit Schriftzeichen versehene Zinntafel – ein Werk eines heidnischen Magiers – aus dessen Körper zog. Sophronius von Jerusalem schildert in seinen Schriften über die Märtyrer Cyrus und Johannes von Alexandria, dass die Heiligen unter der Schwelle eines Gelähmten die Ursache der Lähmung, vermutlich ein Fluchtäfelchen, entfernen ließen und damit die Wirkung eines Fluches aufhoben, worauf sein Verfasser augenblicklich umkam. Sophronius zufolge seien die beiden Heiligen ebenso einem anderen Gelähmten namens Theophilos im Traum erschienen und hätten ihn aufgefordert, den nächsten Fang der Fischer im Hafen von Alexandria zu kaufen. Ein unter dem Fang gefundenes Kästchen habe Theophilos auf Geheiß der Heiligen aufbrechen lassen, um darin eine Zauberpuppe in Form einer Bronzestatuette zu finden, deren Hände und Füße mit Nägeln durchbohrt waren. Nach der Entfernung der Nägel sei der Gelähmte geheilt gewesen.

## Editionen und Corpora
Die Editionen sind in Klammern mit den in der Forschung verwendeten Abkürzungen versehen.
- Auguste Audollent: Defixionum tabellae quotquot innotuerunt tam in Graecis, Orientis quam in totius Occidentis partibus praeter Atticas in corpore Inscriptionum Atticarum editas. Paris 1904. (online) [DT]
- David R. Jordan: New Greek Curse Tablets (1985–2000). In: Greek, Roman and Byzantine Studies 41, 2001, S. 5–46. (online) (Memento vom 5. September 2004 im Internet Archive) [NGCT]
- David R. Jordan: A Survey of Greek Defixiones not included in the Special Corpora. In: Greek, Roman and Byzantine Studies. 26, 1985, S. 151–197. [SGD]
- Amina Kropp (Hrsg. / Übers.): Defixiones. Ein aktuelles Corpus lateinischer Fluchtafeln. Speyer 2008, ISBN 978-3-939526-02-5 (lateinisch-deutsche Edition der 382 bisher bekannt gewordenen und lesbaren lateinischen Fluchtafeln; bietet exakte philologische Transkription, Angaben zu Datierung, Fundort, archäologischem Kontext, Verzeichnis der jeweiligen Sekundärliteratur) [DFX]
- Karl Preisendanz (Hrsg. / Übers.): Papyri Graecae Magicae. Die griechischen Zauberpapyri. Teubner. (mit griechischen Texten und deutscher Übersetzung) [PGM]
  - Bd. I, Leipzig 1928. oilib.uchicago.edu (PDF; 4,5 MB)
  - Bd. II, Leipzig 1931. oilib.uchicago.edu (PDF; 5,8 MB)
- Celia Sánchez Natalías: Sylloge of Defixiones from the Roman West. A comprehensive collection of curse tablets from the fourth century BCE to the fifth century CE (= BAR International Series. Band 3077). 2 Teilbände, British Archaeological Reports, Oxford 2022, ISBN 978-1-4073-1532-4.
- Richard Wünsch: Appendix inscriptionum Atticarum: Defixionum tabellae in Attica regione repertae. Inscriptiones Atticae aetatis Romanae. Inscriptiones Graecae 3, 3. Berlin 1897 [DTA].